# Lellingeria hombersleyi
Lellingeria hombersleyi là một loài dương xỉ trong họ Polypodiaceae. Loài này được Maxon A.R. Sm. mô tả khoa học đầu tiên năm 1995.